# Pablo Ledesma
Pablo Martín Ledesma (La Falda, Córdoba, Argentina, 4 de febrero de 1984) es un exfutbolista argentino. Jugaba de mediocampista y su último equipo fue Associazioni Calcio Rinascita Messina de la Serie D del fútbol italiano. Actualmente se desempeña como director técnico de la 8ª división de Boca Juniors.

## Historia
Jugó de muy chiquito en el Club Atlético River Plate de La Falda (de su ciudad natal) Luego hizo las divisiones inferiores en Talleres de Córdoba y pasa a los juveniles en el Club Atlético River Plate en Buenos Aires, queda libre y vuelve a Talleres. Debutó en la Primera división con el elenco de Talleres de Córdoba en la temporada 2001-2002. Jugó tan solo 2 partidos y al no ser tenido en cuenta pasó a Boca Juniors. Su debut se produce el 7 de diciembre de 2003, en la derrota ante Colón de Santa Fe."Llegó desde Talleres de Córdoba para sumarse a las inferiores.".
Durante el ciclo de Carlos Bianchi como DT, Ledesma comenzó a sumar minutos y experiencia tanto en primera como en los torneos internacionales, aunque no iba tener tanta continuidad por los jugadores de más experiencia con los que contaba el plantel en ese momento.
En 2004 iba a ser parte de uno de los partidos más importantes de la historia de los Superclásicos, más para Boca que para River. Nada más ni nada menos que la famosa Semifinal de la Copa Libertadores. Aunque el primer partido no lo jugó, fue titular en el más importante, el definitorio: el cual acabó 2 a 1 a favor de los “Millonarios” (Goles de Luis González, Nasuti para el local, y había empatado Carlos Tévez que luego fue expulsado). En el partido de ida Boca había superado a River por 1 a 0 (Schiavi), por lo tanto, la serie debía definirse por penales. El cordobés fue el tercero en patear (y en convertir), y en el festejo se atrevió a “silenciar” a la gente que estaba en el estadio, para que luego Boca gane 5 a 4 la tanda de penales, donde el "Pato" Abbondanzieri le ataja el quinto penal a Maxi López, delantero millonario, y así en el último penal para Boca, Javier Villarreal sentencio una vez más en un superclásico de Copa Libertadores la historia a favor de los Xeneizes.
Tras perder la final de la Libertadores 2004, Carlos Bianchi deja la dirección técnica de Boca de manera tumultuosa. Miguel Ángel Brindisi y posteriormente Jorge José Benítez se harían cargo del equipo durante el segundo semestre. Bajo sus mandos, Ledesma seguiría sumando rodaje y un nuevo título con la obtención de la Copa Sudamericana de ese año. Disputó la final de la Recopa Sudamericana 2004 en Fort Lauderdale, Estados Unidos jugando como titular frente a Cienciano de Cuzco en lo que fue derrota para el equipo argentino, en un partido dónde el paso del Huracán Frances hizo que se dudara de llevarlo a cabo hasta último momento. En la pretemporada de 2005, volvería a ser figura en un Superclásico al clavarle un gol desde afuera del área al arquero de River Plate, Franco Costanzo, con el cual Boca le terminaría ganando a River por 2 a 0.
Alfio Basile asumió la conducción técnica en la segunda mitad de 2005 y le comunicó a Ledesma que no iba a ser tenido en cuenta, en ese momento se presentó la posibilidad de pasar a préstamo a Colón, pero decidió quedarse a pelearla y terminó por cambiar por completo la opinión de Basile, quién decidió que ocupara el puesto de volante derecho ante una grave lesión de Sebastián Battaglia. 
Con Ricardo La Volpe también tuvo bastante continuidad. Durante el único torneo que dirigió el exarquero, ya que luego de perder el Apertura renunció, fue expulsado, en la final contra el Pincha junto a Pablo Álvarez. 
Ya con la llegada de Russo y con la flamante incorporación de Juan Román Riquelme, con quién el cordobés tiene buena relación, fue cuando mostró su mejor versión en Boca y conquistó su primera Libertadores (siendo titular), marcando un gol vital que contribuyó para que Boca pasara a la final, frente a Cúcuta en el partido de ida.
En el Clausura 2007 marcó un récord cuando hizo el gol más rápido en la historia de un Superclásico, a los 45 segundos del primer tiempo en la Bombonera. El partido terminó en un empate 1-1.
En el mismo año durante el Apertura, metió 6 goles, convirtió cuatro de penal y uno de cabeza, algunos de ellos claves para sumar los tres puntos. Luego, en diciembre, viajó con el equipo a Japón para jugar el Mundial de Clubes, aunque no fue titular en ninguno de los partidos frente a Milán fue clave para el descuento (4-2) a pesar de que el gol de se lo adjudicaron a Ambrosini en contra y además fue expulsado minutos después por una falta contra Kaká. 
A principios de 2008 una pubalgia hizo que estuviera parado por un tiempo, esa misma lesión incluso lo llevó a pensar en el retiró, pero logró recuperar el ánimo y reunir fuerzas para mejorarse y dejar atrás la lesión.

### Calcio Catania (2008-2011)
Finalmente a mediados del 2008 es comprado por el Calcio Catania por cuatro millones y medio de dólares. 
Durante su primer año en la Liga Italiana, Catania salió 15.º y logró salvarse del descenso. Pablo en la misma logró tener mucha continuidad e incluso le convirtió un gol al clásico rival, el Palermo.
A principios de 2009 sufrió una rotura de ligamentos y pasó gran parte del año realizando la recuperación por lo que se perdió varios encuentros. Jugó 7 partidos por la Serie A y uno por la Copa Italia. Finalmente Catania quedó en el puesto 13°, a un paso de descender. Una temporada después volvería a quedar en el puesto 13.º. En la temporada 2011/12 de la liga Italiana se le había otorgado la cinta de capitán.

### Boca Juniors (2012-2014)
Ledesma no realizó la pretemporada con el Catania, ya que había llegado a un acuerdo con el club para regresar a Boca Juniors. El club italiano lo dejó libre un año antes de finalizar su vínculo con el club.
Volvió a Boca Juniors, y comenzó con un nivel altísimo que le permitió robarle el puesto a Diego Rivero. Sin embargo, una inoportuna lesión frenó su rendimiento. En su regreso, sus actuaciones no fueron del todo buenas, aunque consiguió la Copa Argentina y el subcampeonato en Copa Libertadores. 
En la temporada 2012-2013, tras declarar en contra del entrenador, Julio César Falcioni, fue desafectado del primer equipo y se rumoreó que no volvería a jugar en el club mientras el DT fuese Falcioni, pero eso se desmintió cuando fue titular ante Belgrano (derrota por 3 a 1). A la semana siguiente se lesionó y el parte médico le detectó una hernia inguinal que lo dejó afuera de las canchas 45 días.
En el primer semestre del 2013, a pesar del regresó de Carlos Bianchi al club (que lo conocía de su segundo ciclo), los problemas físicos y las discretas actuaciones limitaron su participación. Sin embargo, de cara a la temporada 2013-2014, el DT confió en poder recuperarlo futbolísticamente, y lo ubicó primero por derecha y luego como volante central. Pero el nivel de Ledesma fue nuevamente irregular, y pese a que el técnico lo mantuvo en el equipo, la hinchada empezó a mirarlo de reojo. 
El 5 de marzo de 2014, tras una victoria 2 a 0 ante Olimpo que aliviaba el andar irregular del equipo, el jugador brindó una conferencia de prensa donde ventiló las "internas" del plantel acusando (no lo nombró explícitamente) a Agustín Orion de "buchón", por dar información a la prensa. Después de la polémica y tras haber hecho estallar la supuesta "interna" en el plantel y en el club, la dirigencia decidió que a partir de junio el jugador no continúe (aún con contrato hasta diciembre del mismo año). Sin embargo, la falta de consenso de los dirigentes, los buenos resultados en el final de la temporada que hicieron olvidar la situación, y el respaldo explícito del DT permitieron la permanencia del jugador. 
En el segundo semestre del 2014, con la rápida salida de Bianchi y el arribo del Vasco Arruabarrrena (que prefería otros nombres), sumado a sus constantes problemas físicos, terminaron por condenarlo. Finalizó el semestre con apenas 3 encuentros (solo uno desde el arranque) y la dirigencia no le renovó el contrato. De esta forma terminó la etapa de Pablo Ledesma en Boca, el cual sumó en total 236 partidos (de los cuales fue titular en 175) y 17 goles con la azul y oro, además de ganar 8 títulos.

### Colón
De cara al 2015, acordó su llegada al club de Santa Fe.
El 12 de febrero marca su primer doblete con la camiseta Sabalera frente a Quilmes.

### Patronato
En junio de 2018 se convierte en nuevo refuerzo del "Patrón" de la mano de Juan Pablo Pumpido, director técnico de la institución de Paraná. En el Rojinegro no tuvo un gran paso y en 12 partidos sumó solo 1 gol, convertido el 21/9/2018 en la derrota por 3-2 frente a San Lorenzo en el Nuevo Gasómetro. En el mismo mes, Pumpido deja de ser técnico de Patronato y es reemplazado por Mario Sciacqua, el cual nunca lo tuvo en cuenta por diferentes motivos. Con un bajo rendimiento, Ledesma fue perdiendo el protagonismo con el que había llegado al club de Entre Ríos y ya para 2019 no era tenido en cuenta. En el mercado de pases de invierno del 2019, Pablo Ledesma deja Patronato para sumarse a las filas de Alvarado en la Primera Nacional, Segunda División del fútbol argentino.

## Estadísticas
Actualizado el 13 de marzo de 2019.
| Talleres de Córdoba Argentina | 2001/02             | 1.ª                 | 2   | 0  | -  | - | -  | - | - | - | 2   | 0  |
| Talleres de Córdoba Argentina | Total               | Total               | 2   | 0  | -  | - | -  | - | - | - | 2   | 0  |
| Boca Juniors Argentina | 2003/04             | 1.ª                 | 4   | 0  | -  | - | 2  | 0 | - | - | 6   | 0  |
| Boca Juniors Argentina | 2004/05             | 1.ª                 | 25  | 0  | -  | - | 10 | 1 | - | - | 35  | 1  |
| Boca Juniors Argentina | 2005/06             | 1.ª                 | 21  | 1  | -  | - | 4  | 0 | - | - | 25  | 1  |
| Boca Juniors Argentina | 2006/07             | 1.ª                 | 32  | 1  | -  | - | 17 | 1 | 1 | 0 | 50  | 2  |
| Boca Juniors Argentina | 2007/08             | 1.ª                 | 30  | 6  | -  | - | 10 | 0 | - | - | 40  | 6  |
| Boca Juniors Argentina | 2012                | 1.ª                 | 14  | 2  | 3  | 0 | 10 | 2 | - | - | 27  | 4  |
| Boca Juniors Argentina | 2012/13             | 1.ª                 | 15  | 1  | 2  | 2 | 6  | 0 | - | - | 23  | 3  |
| Boca Juniors Argentina | 2013/14             | 1.ª                 | 27  | 0  | 0  | 0 | -  | - | - | - | 27  | 0  |
| Boca Juniors Argentina | 2014                | 1.ª                 | 2   | 0  | 0  | 0 | 1  | 0 | - | - | 3   | 0  |
| Boca Juniors Argentina | Total               | Total               | 170 | 11 | 5  | 2 | 60 | 4 | 1 | 0 | 236 | 17 |
| Catania · Italia | 2008/09             | 1.ª                 | 24  | 2  | 1  | 0 | -  | - | - | - | 25  | 2  |
| Catania · Italia | 2009/10             | 1.ª                 | 16  | 0  | 3  | 0 | -  | - | - | - | 19  | 0  |
| Catania · Italia | 2010/11             | 1.ª                 | 32  | 2  | 0  | 0 | -  | - | - | - | 32  | 2  |
| Catania · Italia | 2011                | 1.ª                 | 3   | 0  | 0  | 0 | -  | - | - | - | 3   | 0  |
| Catania · Italia | Total               | Total               | 75  | 4  | 4  | 0 | -  | - | - | - | 79  | 4  |
| Colón Argentina | 2015                | 1.ª                 | 23  | 0  | -  | - | -  | - | 3 | 2 | 26  | 2  |
| Colón Argentina | 2016                | 1.ª                 | 14  | 3  | 1  | 0 | -  | - | - | - | 15  | 3  |
| Colón Argentina | 2016-17             | 1.ª                 | 22  | 1  | -  | - | -  | - | - | - | 22  | 1  |
| Colón Argentina | 2017-18             | 1.ª                 | 17  | 1  | 1  | 0 | 2  | 0 | 1 | 0 | 21  | 1  |
| Colón Argentina | Total               | Total               | 76  | 5  | 2  | 0 | 2  | 0 | 4 | 2 | 84  | 7  |
| Patronato Argentina | 2018-19             | 1.ª                 | 10  | 1  | 2  | 0 | -  | - | - | - | 12  | 1  |
| Patronato Argentina | Total               | Total               | 10  | 1  | 2  | 0 | -  | - | - | - | 12  | 1  |
| Total en su carrera | Total en su carrera | Total en su carrera | 333 | 21 | 13 | 2 | 62 | 4 | 5 | 2 | 413 | 29 |
| (1)Incluye Copa Italia y Copa Argentina. (2)Incluye Copa Libertadores, Copa Sudamericana, Recopa Sudamericana y Mundial de Clubes. (3)Incluye liguilla Pre-Sudamericana y Copa Santa Fe. |                     |                     |     |    |    |   |    |   |   |   |     |    |

### Resumen estadístico
| Competición            | Partidos | Goles |
| ---------------------- | -------- | ----- |
| Primera División       | 329      | 21    |
| Copas nacionales       | 12       | 2     |
| Copas internacionales  | 62       | 4     |
| Otros                  | 5        | 2     |
| Selección de Argentina | 2        | 0     |
| Total                  | 410      | 29    |

## Palmarés

### Campeonatos nacionales
| Título           | Equipo       | País      | Año     |
| ---------------- | ------------ | --------- | ------- |
| Primera División | Boca Juniors | Argentina | A-2003  |
| Primera División | Boca Juniors | Argentina | A-2005  |
| Primera División | Boca Juniors | Argentina | C-2006  |
| Copa Argentina   | Boca Juniors | Argentina | 2011-12 |

### Campeonatos internacionales
| Título              | Equipo       | Sede         | Año  |
| ------------------- | ------------ | ------------ | ---- |
| Copa Sudamericana   | Boca Juniors | Buenos Aires | 2004 |
| Recopa Sudamericana | Boca Juniors | Manizales    | 2005 |
| Copa Sudamericana   | Boca Juniors | Buenos Aires | 2005 |
| Recopa Sudamericana | Boca Juniors | São Paulo    | 2006 |
| Copa Libertadores   | Boca Juniors | Porto Alegre | 2007 |